# Dimitri Petratos
Dimitri Petratos (Sydney, 10 november 1992) is een Australisch voetballer die doorgaans speelt als middenvelder. In juli 2022 verruilde hij Western Sydney Wanderers voor ATK Mohun Bagan. Petratos maakte in 2018 zijn debuut in het Australisch voetbalelftal.

## Clubcarrière
Petratos speelde in de jeugd van Penrith Nepean en kwam hierna terecht in de jeugdopleiding van Sydney FC. Zijn debuut in het eerste elftal maakte hij op 7 november 2010, toen in eigen huis met 1–0 gewonnen werd van Newcastle Jets. Petratos begon aan het duel als wisselspeler maar hij mocht na eenenzeventig minuten invallen. Dat seizoen maakte hij ook zijn eerste professionele doelpunt. Op 8 januari 2011 opende Petratos de score tegen Gold Coast United. Aan het einde van de tweede helft besliste Juho Mäkelä de eindstand op 2–0. In december 2012 maakte de Australiër de overstap naar het Maleisische Kelantan. Hier speelde hij een halfjaar, voor hij bij Brisbane Roar terugkeerde naar zijn vaderland. Na drieënhalf jaar begon Petratos aan zijn tweede dienstverband buiten Australië, toen hij overgenomen werd door Ulsan Hyundai. Opnieuw keerde de middenvelder na een half seizoen terug. Newcastle Jets nam hem over en schotelde hem een verbintenis voor de duur van twee seizoenen voor. In oktober 2018 verlengde Petratos zijn contract tot medio 2022. Al-Wahda nam de middenvelder in september 2020 transfervrij over. Na een jaar in Saoedi-Arabië huurde Western Sydney Wanderers hem voor het seizoen 2021/22. Medio 2022 verkaste Petratos naar ATK Mohun Bagan.

## Clubstatistieken
| Seizoen | Club             | Competitie          | Competitie | Competitie | Beker | Beker | Internationaal | Internationaal | Totaal | Totaal |
| Seizoen | Club             | Competitie          | Wed.       | Dlp.       | Wed.  | Dlp.  | Wed.           | Dlp.           | Wed.   | Dlp.   |
| ------- | ---------------- | ------------------- | ---------- | ---------- | ----- | ----- | -------------- | -------------- | ------ | ------ |
| 2010/11 | Sydney FC        | A-League            | 16         | 3          | 0     | 0     | 4              | 0              | 20     | 3      |
| 2011/12 | Sydney FC        | A-League            | 13         | 2          | 0     | 0     | —              | —              | 13     | 2      |
| 2012/13 | Sydney FC        | A-League            | 1          | 0          | 0     | 0     | —              | —              | 1      | 0      |
| 2012/13 | Kelantan         | Super League        | 12         | 10         | 0     | 0     | 7              | 4              | 19     | 14     |
| 2013/14 | Brisbane Roar    | A-League            | 27         | 5          | 0     | 0     | —              | —              | 12     | 0      |
| 2014/15 | Brisbane Roar    | A-League            | 24         | 1          | 0     | 0     | 5              | 1              | 29     | 2      |
| 2015/16 | Brisbane Roar    | A-League            | 29         | 7          | 0     | 0     | —              | —              | 29     | 7      |
| 2016/17 | Brisbane Roar    | A-League            | 14         | 2          | 0     | 0     | 0              | 0              | 14     | 2      |
| 2017    | Ulsan Hyundai    | K League            | 4          | 0          | 0     | 0     | 5              | 0              | 9      | 0      |
| 2017/18 | Newcastle Jets   | A-League            | 27         | 10         | 1     | 0     | —              | —              | 28     | 10     |
| 2018/19 | Newcastle Jets   | A-League            | 26         | 7          | 2     | 0     | 2              | 0              | 30     | 7      |
| 2019/20 | Newcastle Jets   | A-League            | 26         | 5          | 3     | 3     | —              | —              | 29     | 8      |
| 2020/21 | Al-Wahda         | Premier League      | 28         | 9          | 1     | 0     | 1              | 0              | 30     | 9      |
| 2021/22 | → Western Sydney | A-League            | 23         | 3          | 2     | 0     | —              | —              | 25     | 3      |
| 2022/23 | ATK Mohun Bagan  | Indian Super League | 23         | 12         | 0     | 0     | —              | —              | 23     | 12     |
| 2023/24 | ATK Mohun Bagan  | Indian Super League | 23         | 10         | 0     | 0     | 4              | 3              | 27     | 13     |
| Totaal  | Totaal           | Totaal              | 304        | 76         | 9     | 3     | 28             | 8              | 341    | 87     |

Bijgewerkt op 21 augustus 2024.

## Interlandcarrière
Petratos maakte zijn debuut in het Australisch voetbalelftal op 23 maart 2018, toen met 4–1 verloren werd van Noorwegen. Jackson Irvine zette de Australiërs nog op voorsprong maar door drie doelpunten van Ola Kamara en een van Tore Reginiussen wonnen de Noren. Petratos mocht van bondscoach Bert van Marwijk in de basis starten en hij werd zestien minuten voor het einde van de wedstrijd gewisseld voor Robbie Kruse. De andere debutanten dit duel waren Andrew Nabbout (Urawa Red Diamonds) en Aleksandar Susnjar (Mladá Boleslav). Petratos werd in mei 2018 door Van Marwijk opgenomen in de voorselectie van Australië voor het wereldkampioenschap in Rusland. Uiteindelijk koos Van Marwijk hem ook als een van de spelers in zijn definitieve selectie. Op het eindtoernooi werd Australië uitgeschakeld in de groepsfase. Van Frankrijk werd met 2–1 verloren, tegen Denemarken werd het 1–1 en Peru was met 0–2 te sterk. Petratos kwam in geen enkel duel in actie.
| Interlands van Dimitri Petratos voor Australië | Interlands van Dimitri Petratos voor Australië | Interlands van Dimitri Petratos voor Australië | Interlands van Dimitri Petratos voor Australië | Interlands van Dimitri Petratos voor Australië | Interlands van Dimitri Petratos voor Australië | Interlands van Dimitri Petratos voor Australië |
| №                                              | Datum                                          | Wedstrijd                                      | Uitslag                                        | Competitie                                     | Goals                                          |                                                |
| Als speler bij Newcastle Jets                  | Als speler bij Newcastle Jets                  | Als speler bij Newcastle Jets                  | Als speler bij Newcastle Jets                  | Als speler bij Newcastle Jets                  | Als speler bij Newcastle Jets                  | Als speler bij Newcastle Jets                  |
| ---------------------------------------------- | ---------------------------------------------- | ---------------------------------------------- | ---------------------------------------------- | ---------------------------------------------- | ---------------------------------------------- | ---------------------------------------------- |
| 1                                              | 23 maart 2018                                  | Noorwegen – Australië                          | 4 – 1                                          | Vriendschappelijk                              |                                                |                                                |
| 2                                              | 1 juni 2018                                    | Australië – Tsjechië                           | 4 – 0                                          | Vriendschappelijk                              |                                                |                                                |
| 3                                              | 7 juni 2019                                    | Zuid-Korea – Australië                         | 1 – 0                                          | Vriendschappelijk                              |                                                |                                                |

Bijgewerkt op 21 augustus 2024.

## Erelijst
| Competitie          |               |               |               |               |
| Competitie          | Aantal        | Jaren         |               |               |
| Brisbane Roar       | Brisbane Roar | Brisbane Roar | Brisbane Roar | Brisbane Roar |
| ------------------- | ------------- | ------------- | ------------- | ------------- |
| A-League            | 1             | 2013/14       |               |               |
| ATK Mohun Bagan     |               |               |               |               |
| Indian Super League | 1             | 2022/23       |               |               |